# Universidad de West London
La Universidad de West London o University of West London, siglas UWL (anteriormente Thames Valley University o TWU) es una universidad británica con campus en Slough y Reading, en el condado de Berkshire, y en Ealing y Brentford, en el oeste de Londres. Hecha la salvedad de la Open University, la UWL es la institución universitaria con más estudiantes del Reino Unido.

## Historia

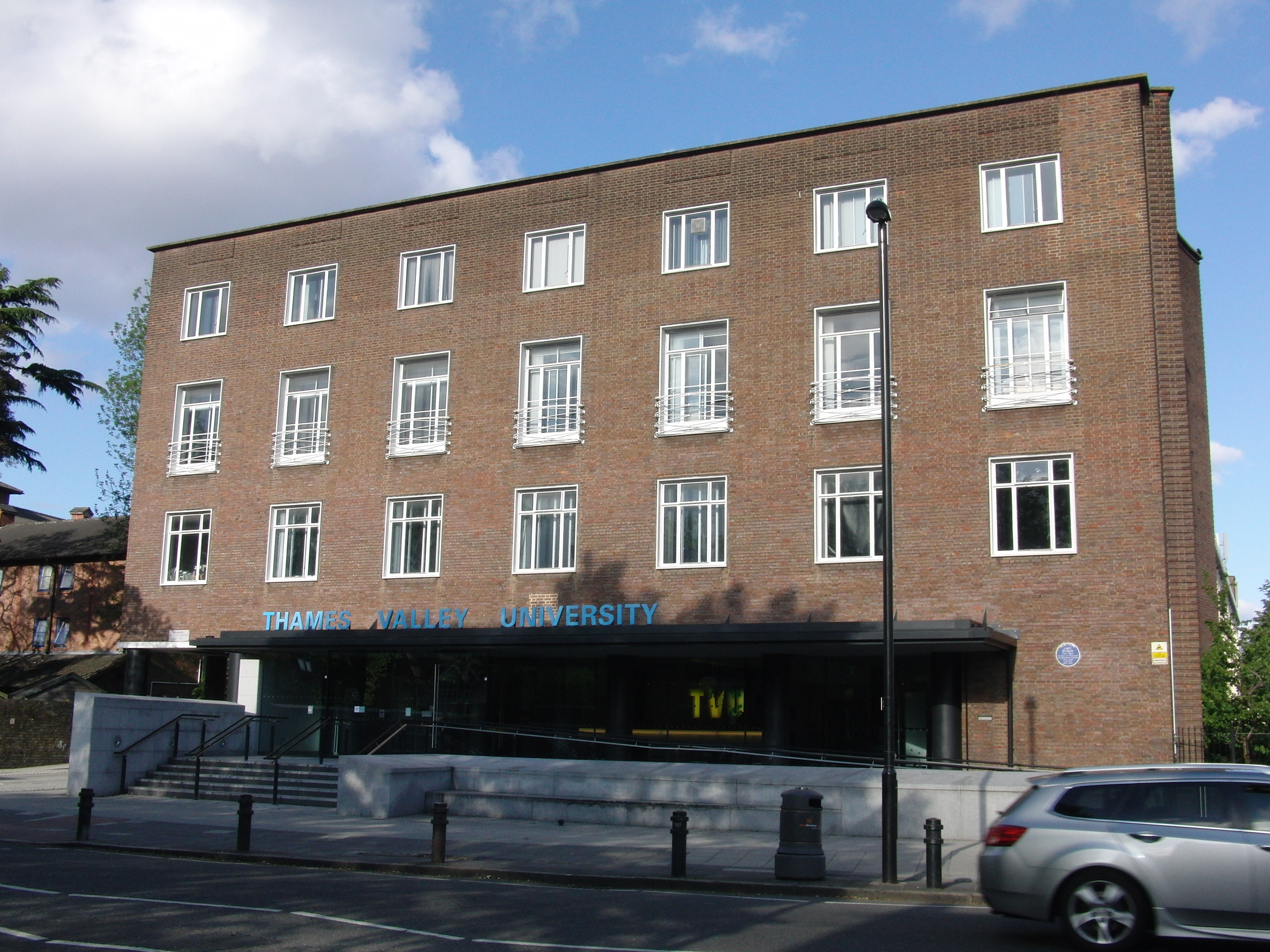
Campus en St Mary's Road, Ealing, Londres.

Thames Valley University se remonta a 1860, año en que la Lady Byron School fue fundada en lo que hoy día es el campus de TVU en Ealing. Esta escuela se convirtió más adelante en el Ealing College of Higher Education. 
El campus de Slough fue creado en 1907, funcionando entonces como escuela primaria. En los años 1940, se convirtió en un instituto técnico, y en los '70, pasó a ser el Thames Valley College of Higher Education. 
En 1990, el Ealing College of Higher Education, el Thames Valley College of Higher Education, el Queen Charlotte's College of Health Care Studies y el London College of Music se fusionaron para convertirse en el Polytechnic of West London. Dos años más tarde, el politécnico pasó a ser universidad en virtud de la Further and Higher Education Act, ley aprobada en 1992, y adoptó el nombre de Thames Valley University. 
En 2004, la universidad se fusionó con el Reading College and School of Arts and Design (fundado en 1947 como Reading Technical College). Sus instalaciones se convirtieron en el campus de TVU en Reading. 
Estas fusiones hicieron de TVU una gran universidad para los estándares británicos. Desde entonces se lleva a cabo un proceso de renovación de imagen y planes de estudios. Como universidad, TVU busca trascender los convencionalismos. Atrae principalmente a estudiantes del oeste de Londres y del valle del Támesis; muchos de ellos acuden diariamente desde la vivienda familiar. Ofrece diversos títulos profesionales exclusivos. Alrededor del 45% de los estudiantes son de grupos étnicos distintos al caucásico, y el 60% estudia a tiempo parcial.
En mayo de 2009, TVU anunció que en 2010 cerraría el campus de Slough debido a la reubicación de los estudiantes de enfermería, que eran la mayoría allí, en el campus de Reading. Otros cursos se trasladarán a los demás campus del oeste de Londres, aunque algunos cursos a tiempo parcial y de enfermería seguirán impartiéndose en el campus de Slough en nuevas instalaciones.
En julio de 2009, la universidad fue galardonada con el Queen's Anniversary Prize por sus destacados logros y su excelencia en la formación hostelera.
En 2010, la responsabilidad de la educación superior, junto con el emplazamiento de Kings Road, se transfirieron a un relanzado Reading College. Aunque a unos 65 kilómetros al oeste de Londres, la universidad conservó sus otras sedes en Reading, incluida la de Crescent Road, que también tenía su origen en el Reading College y la Escuela de Arte y Diseño.
En agosto de 2010, se anunció que la universidad cambiaría su nombre por el de University of West London, y el Consejo Privado concedió posteriormente el permiso para el cambio. La universidad presentó un nuevo logotipo en abril de 2011. El vicerrector Peter John declaró que los cambios reflejaban el desarrollo de la universidad desde 1992 y el nuevo enfoque en sus campus de Brentford y Ealing.
En 2015 se completó una ampliación de 100 millones de libras del campus de Ealing. Esta obra incluyó nuevas instalaciones, como una nueva biblioteca, un sindicato de estudiantes e instalaciones docentes actualizadas.
En 2019 se fusionó con el Drama Studio London de Ealing, y en 2021 con el Ruskin College de Oxford.

## Organización
TVU está formada por cuatro facultades: la Facultad de Artes (FOTA), antiguamente London College of Music and Media y que hoy día integra London College of Music, reabierta en marzo de 2007 (Tech Music Schools ha colaborado con TVU desde 1993, ofreciendo un título de educación superior en música conjunto con el London College of Music); la Facultad de Estudios Profesionales; la Facultad de Ciencias Humanas y de la Salud y la Facultad de Tecnología. Existe también una academia con sede en Reading y estructurada como departamento de la universidad, que ofrece principalmente cursos GCSE y de Advanced Level. Por fin, la Graduate School (con sede en Ealing) coordina y ofrece apoyo para actividades de investigación.

## Reputación académica

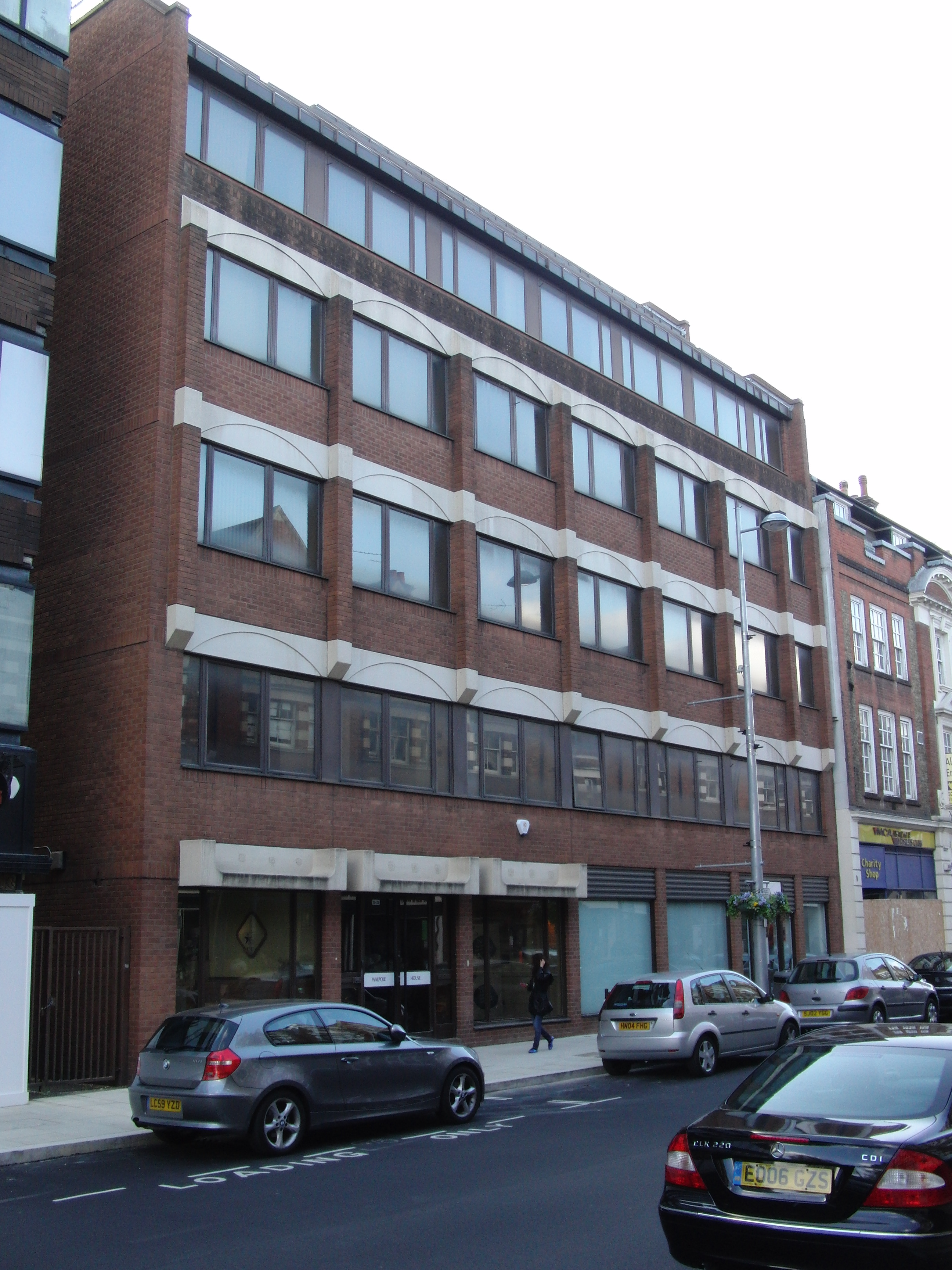
Walpole House in Ealing, donde se ubican las oficinas administrativas de TVU

En la edición de 2010 de la clasificación británica de universidades, TVU ocupa el puesto número 69 de un total de 117 universidades, según la guía universitaria del diario The Guardian, el puesto número 98 de 113 en la de The Independent, la 106 de 122 de la de The Sunday Times, y la 110 de 114 en la de The Times.
Las cifras oficiales publicadas en The Times de julio de 2008 revelan que TVU cuenta con los mejores registros de empleo de antiguos alumnos, en contraste con la posición escasamente valorada a nivel nacional según las guías citadas. Casi el 95% de sus titulados encuentran empleo antes de que hayan transcurrido seis meses desde de su graduación.
La HESA (Higher Education Statistics Agency) comparó datos extraídos de este estudio que determina el camino que siguen los titulados en TVU en comparación con el resto de universidades británicas: el 94,8% de los titulados de TVU encuentran empleo o son admitidos en otros programas educativos de tercer grado a tiempo completo dentro de los seis meses posteriores a su graduación, lo cual supera la media, del 89,8%, en un 5%, el margen más amplio de entre todas las universidades estudiadas (salvo instituciones especializadas), lo que hace a TVU la universidad más eficaz del país en términos de contratación de exalumnos.

## Controversias
TVU ha sido objeto de diversas polémicas en su corta vida. A mediados de los años 90, el vicerrector, Mike Fitzgerald, presentó un nuevo "New Learning Environment" (Nuevo Entorno de Aprendizaje) en línea para estudiantes de pregrado, según el cual gran parte de las entregas de trabajos y evaluaciones se realizaba a través de Internet. Esta fórmula no duró mucho, y en 1998 Fitzgerald dimitió tras publicarse un informe negativo de la Quality Assurance Agency (QAA 1998) en el que se daban a conocer graves errores administrativos en la aplicación de dicho modelo (Webster 2000).
En 2003 el informe de la QAA sobre TVU arrojaba veredictos mucho más positivos, lo cual se repitió en 2005. El NLE pasó a llamarse VLE ("Virtual Learning Environment") con un enfoque híbrido de clases tradicionales y e-learning. En 2006 empezó a caer el número de matriculados y desde entonces TVU se esfuerza por cumplir con sus objetivos económicos. Esta reducción en las matriculaciones fue común en todo el sector de la educación superior y es debida, supuestamente, a la introducción de cargos administrativos especiales.
Un artículo publicado en 2007 en The Guardian afirmaba que TVU formaba parte en ese momento de una lista de universidades cuyas finanzas estaban siendo vigiladas por el Higher Education Funding Council for England, pues su estabilidad financiera se encontraba amenazada a menos que se tomasen medidas. El Funding Council nunca hizo pública dicha lista.
La universidad ofrece titulaciones en materias y campos no avalados por la experimentación científica, como la homeopatía o la medicina nutricional, lo cual ha sido muy criticado por la comunidad científica.

## Vida estudiantil

### Thames Valley University Students' Union
The Thames Valley University Students' Union (TVUSU) es la organización estudiantil oficial de Thames Valley University. Representa a 47.000 estudiantes en todos sus campus. TVUSU está afiliada a la National Union of Students, a nivel nacional.
Tiene su sede en el North Building del campus de St. Mary's Road, en Ealing, que cuenta con cafetería, bar y gimnasio. En Slough, comparte instalaciones con el servicio de atención al estudiante y en Reading cuenta con oficinas en la planta baja del edificio de Kings Road. 

### Alojamiento de estudiantes

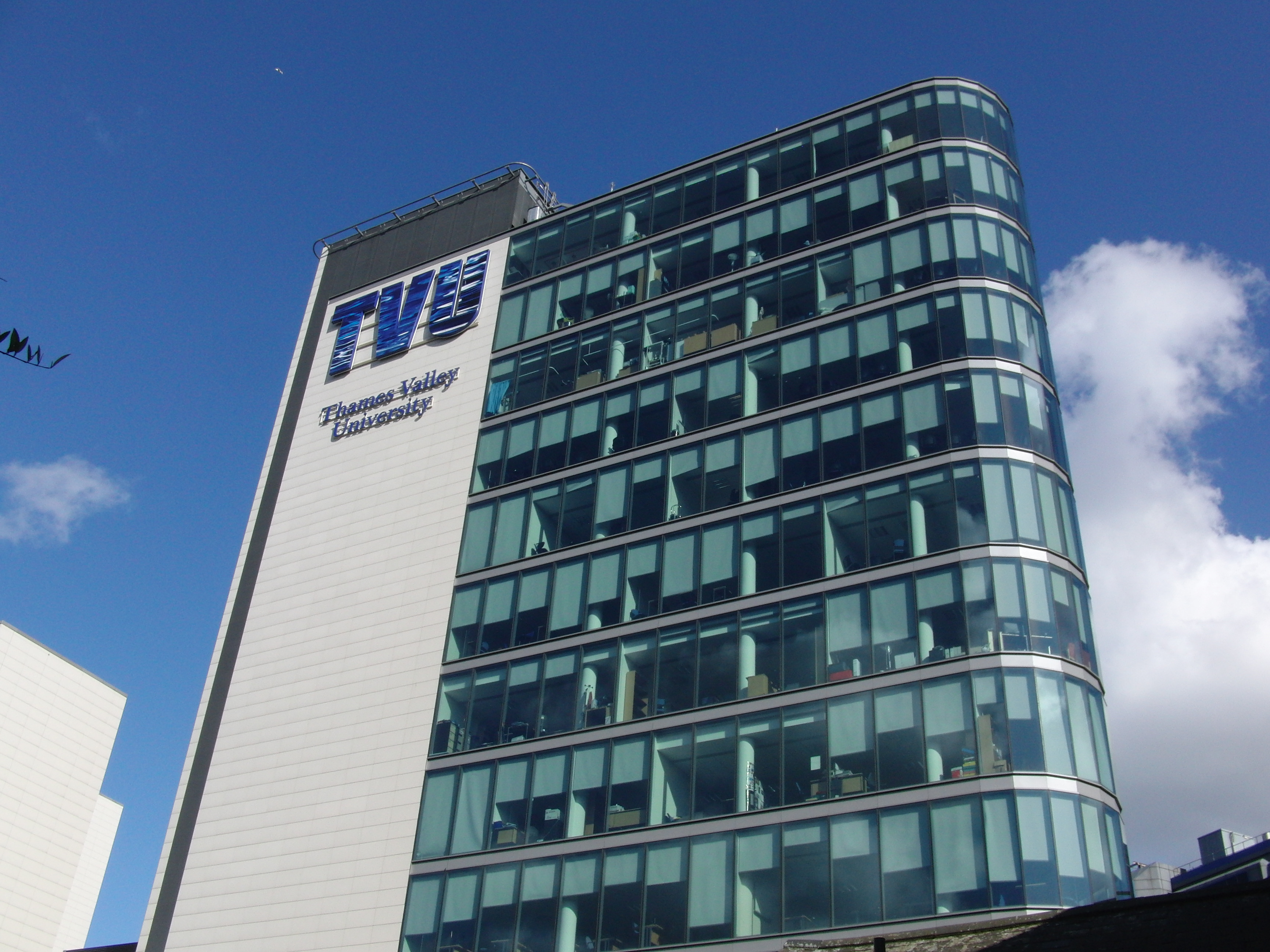
El edificio Paragon de TVU, en Brentford.

Antes de 2006, TVU sólo contaba con residencias universitarias en el campus de Reading, aunque varias viviendas fueron alquiladas en Ealing para el alojamiento de estudiantes. En septiembre de 2006, TVU empezó a ofrecer residencias a estudiantes de los campus de Ealing y Slough en un alojamiento para estudiantes y personal que se bautizó como Paragon. El lugar obtuvo el premio de 2007 al Mejor proyecto de alojamiento del año en los Building Awards y se sitúa en Brentford, a unos 4 km del campus de Ealing.
Paragon es el edificio más alto construido con Modern Methods of Construction (MMC) en Reino Unido y ofrece 12.000 m² de instalaciones académicas.
El alojamiento en Paragon ha sido objeto de diversas críticas por parte de los residentes por su elevado precio: fue en el curso 2007-2008 la residencia universitaria más cara de Londres junto con SOAS. TVU se defendió afirmando que se trata de una instalación de alto estándar.